# Cap de Bona Esperança

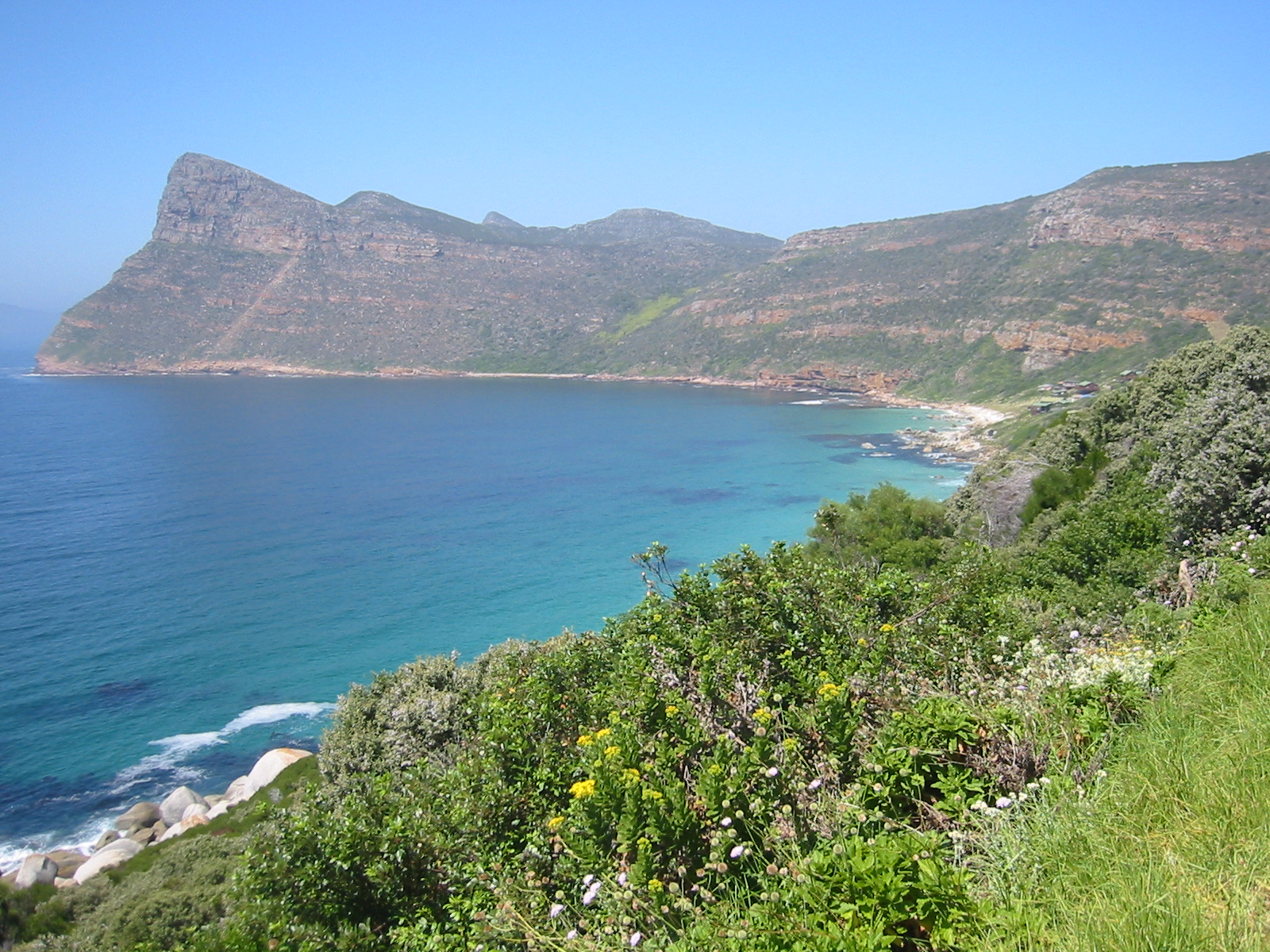
Cap de Bona Esperança

El cap de Bona Esperança (en anglès Cape of Good Hope, en afrikaans Kaap die Goeie Hoop) és un cap de la costa atlàntica de Sud-àfrica situat al sud-oest del país. Tot i que possiblement és el més conegut dels caps sud-africans, no és la punta més meridional del continent, ja que aquesta es troba a uns 150 km al sud-est, al cap Agulhas.
La seva importància simbòlica del cap s'estableix quan el portuguès Bartolomeu Dias va certificar el pas per aquest indret l'any 1488, representant una fita important per als intents europeus d'establir una ruta marítima cap a l'Extrem Orient, ja que era un pas marítim obligatori entre Orient i Europa fins a la creació del canal de Suez.
Donà nom a la colònia holandesa i després britànica del Cap de Bona Esperança. El 27 de gener de 1885 els britànics van proclamar la seva sobirania sobre Betxuanalàndia i van enviar una expedició militar (Bechuanaland Expeditionary Force) dirigida pel general sir Charles Warren, per fer efectiva la protecció britànica sobre Betxuanalàndia i el Kalahari el gener de 1885 i aconseguint l'annexió dels estats bòers de Goshen i Stellaland el 3 de març de 1885, que bloquejaven l'expansió i el trànsit de mercaderies britànic amb l'Àfrica central, i per impedir la possibilitat de l'establiment d'una continuïtat territorial entre l'Àfrica Sud-occidental Alemanya i la República de Transvaal. Els territoris del protectorat britànic de Betxuanalàndia situats al sud del riu Molopo van formar la Colònia de Betxuanalàndia, constituïda formalment el 30 de setembre de 1885 i que tingué per capital a Mafeking, mentre que els territoris situats al nord del riu van formar el Protectorat de Betxuanalàndia. El 3 d'octubre de 1895 la colònia fou suprimida i incorporada a la colònia del Cap de Bona Esperança.
La colònia el 1910 va esdevenir la província del Cap de Bona Esperança dins la Unió Sud-africana.